# Derült égből apu (film, 2016)
A Derült égből apu (eredeti cím: Demain tout commence) 2016-ban bemutatott francia filmvígjáték-dráma, melynek rendzője és egyik forgatókönyvírója Hugo Gélin. Eugenio Derbez 2013-as azonos című mexikói filmjének adaptációja. A főbb szerepekben Omar Sy, Clémence Poésy, Antoine Bertrand, Ashley Walters és Clémentine Célarié látható. 
Franciaországban 2016. december 7-én, Magyarországon 2016. december 15-én mutatták be a mozikban.

## Cselekmény
A fiatal, egyedülálló Samuel teljes mértékben élvezi az életét egy napsütötte álomstrandon, Dél-Franciaországban. De amikor egy nap Kristin, egy rég elfeledett egyéjszakás kalandja résztvevője felbukkan nála, vége a dolognak. Bemutatja Samuelt egy 3 hónapos kisbabának, akit Gloriának hívnak, és elmondja neki, hogy ez az ő lánya. Samuel ezt nem érti, és meg akar szabadulni Kristintől. De Kristin megkéri, hogy tartsa egy rövid ideig a babát, és közben ő taxival elslisszol. 
Samuel utánarepül Londonba, hogy újra megszabaduljon a babától, de nem találja Kristint. Egy metróállomáson egy filmes ügynök azonnal kaszkadőrmunkát ajánl neki, miután egy mozgólépcsőn nyaktörő teljesítményt nyújt. Mivel nincs több pénze, elfogadja az ajánlatot, Londonban marad, ott neveli fel Gloriát, akivel elválaszthatatlanok lesznek.
Nyolc évvel később Gloria és Samuel együtt élnek Londonban. Samuel azt színleli Gloriának, hogy az anyja egy titkos ügynök, aki képeket és üzeneteket küld a világ minden tájáról, és azért nem tud hazajönni hozzájuk, mert akkor lebukna és nem tudná végezni a munkáját. Ugyanakkor Gloria üzeneteit továbbítja Kristin Facebook-profiljára, amelyet ő már 8 éve nem használ. Egy nap Kristin válaszol, és Londonba jön. Samuel, Gloria és Kristin jobban megismerik egymást. Végül, amikor Kristin kifejezi Samuelnek, hogy szeretne anyaként ott lenni Gloria mellett, és szeretne valami megoldást találni, mivel ő New Yorkban él a barátjával, Samuel érzelmileg bezárkózik. 
Ezután a felügyeleti joggal kapcsolatos harc kezdődik, amelyet Samuel megnyer, mivel évek óta egyedül neveli a gyereket. Nem sokkal később Kristin apasági teszt elvégzését követeli (ezek szerint több férfival lefeküdt abban az időszakban), és Samuel megtudja, hogy Gloria biológiailag nem az ő gyermeke. A felügyeleti jogot így Kristin kapja. 
Amikor Gloria már egy taxiban ül, Samuel visszamegy hozzá, és vele együtt Dél-Franciaországba menekül. 
Eközben Kristin Samuel barátjától, Bernie-től megtudja, hogy Gloria beteg, és valószínűleg nincs sok ideje hátra, mivel négy évvel korábban szívhibát diagnosztizáltak nála, amit nem lehet gyógyítani. Végül Bernie és Kristin is Dél-Franciaországba érkezik, és ott töltenek el egy kis időt együtt. Néhány héttel később Gloria meghal. 
Samuel újra a tengerparton van, és visszagondol a Gloriával töltött időre.

## Szereplők
| Szereplő      | Színész            | Magyar hang            |
| ------------- | ------------------ | ---------------------- |
| Samuel        | Omar Sy            | Galambos Péter         |
| Kristin       | Clémence Poésy     | Törőcsik Franciska     |
| Bernie        | Antoine Bertrand   | Elek Ferenc            |
| Lowell        | Ashley Walters     | Horváth-Töreki Gergely |
| Samantha      | Clémentine Célarié | Kovács Nóra            |
| Gloria        | Gloria Colston     | Vida Sára              |
| Miss Appleton | Anna Cottis        | Igó Éva                |
| Tanárnő       | Raquel Cassidy     | Kisfalvi Krisztina     |
| Bíró          | Howard Crossley    | eredeti nyelven        |
| Jenny         | Anabel Lopez       | Tarr Judit             |
| Utaskísérő    | Antoine Gouy       | Czető Roland           |
| Utaskísérő    | Guillaume Bouchède | Kapácsy Miklós         |
| Samuel apja   | Solo               | Vass Gábor             |
| Biztonsági őr | Patrice Melennec   | Kajtár Róbert          |

## Fordítás
- Ez a szócikk részben vagy egészben  a   Plötzlich Papa című német Wikipédia-szócikk fordításán alapul.  Az eredeti cikk szerkesztőit annak laptörténete sorolja fel. Ez a jelzés csupán a megfogalmazás eredetét és a szerzői jogokat jelzi, nem szolgál a cikkben szereplő információk forrásmegjelöléseként.